# Français d'Europe
 (août 2019).
Améliorez-le ou discutez des points à vérifier. 
 (août 2009).
Si vous disposez d'ouvrages ou d'articles de référence ou si vous connaissez des sites web de qualité traitant du thème abordé ici, merci de compléter l'article en donnant les références utiles à sa vérifiabilité et en les liant à la section « Notes et références ».
Le français d’Europe ou français européen regroupe les variétés de français des pays européens francophones et des régions bilingues francophones.

## Extension
Il convient de marquer certaines distinctions, pour la francophonie en Europe :
- pays francophones ou partiellement francophones :
  - le français de France ;
  - le français de Belgique ;
  - le français de Suisse ;
  - le français du Luxembourg ;
- régions européennes bilingues francophones :
  - le Français de Jersey ;
  - le français valdôtain (de la Vallée d'Aoste) ;
- autres régions ou administrations partiellement francophones :
  - Sarre (Allemagne)[1],[2].

Le français d'Europe, malgré sa diversité, se distingue, par son histoire, du français d'Amérique, dont le principal représentant est le français québécois.
L'Amérique et l'Afrique sont les deux autres continents comportant une grande population de langue maternelle française (Québec, Acadie, Ontario, minorités francophones de la Nouvelle-Angleterre et de la Louisiane, Côte d'Ivoire, Gabon, Congo). 
Les variétés européennes du français se rapprochent d'un français standardisé et normalisé sur le plan international. 
C'est lui qui sert de modèle pour l'Afrique, l'Asie, l'Océanie et les Amériques, notamment par rapport aux divers créoles.[réf. nécessaire]